# 走向新建筑
《走向新建筑》是勒·柯比意的一部倡导并探索现代主义建筑的建筑学著作。这本书对建筑界产生了长远的影响，成为了一代建筑师的宣言，是建筑理论的重要著作。建筑历史学家雷纳·班漢（Reyner Banham）指出，它的影响力“超过了20世纪至今发表的任何其他建筑学著作”，这种无与伦比的影响力一直持续到21世纪。
这本的书包含七篇文章，其中有六篇文章发表在1921年出版的《L'Esprit Nouveau》杂志上。书中的每一篇文章都批判了当时折衷主义和装饰风艺术的趋势，而希望建造旨在超越传统风格的建筑，一种将从根本上改变人类与建筑互动方式的建筑。这种新的生活模式源自工业时代的新精神，要求建筑的形式遵循功能。
这本书的英文译本因其风格的改变和对文本的非常具体的修改而引起争议。这些改动引起了批评，需要纠正，其中一些改动开始定义建筑语言。2007年，该书发布了一个新的译本，意在更真实地表达柯比意的意图。

## 版本
1927年于英国第一次出版，1946年修订，1948，1952，1956，1959，1963，1965，1972年重印。1970年推出平装本。